# Bryan Greenberg
Bryan E. Greenberg (Omaha, Nebraska; 24 de mayo de 1978) es un actor y músico estadounidense, conocido por su papel como Ben Epstein en la serie de HBO How to Make It in America, así como también en su papel recurrente como Jake Jagielski en la serie One Tree Hill y como Nick Garrett en el drama October Road. Su trabajo en el cine incluye Friends with Benefits, The Good Guy, Bride Wars, Nobel Son y The Perfect Score.

## Primeros años
Greenberg nació en Omaha, Nebraska, hijo de los psicólogos Denny y Carl Greenberg. Tiene una hermana menor, Becca. Greenberg fue criado en un judaísmo conservador y asistió a la sinagoga Beth El.
Se mudó con su familia a San Luis (Misuri) cuando tenía doce años de edad. Se graduó de Parkway Central High School en Chesterfield (Misuri). Greenberg se interesó en la actuación a una edad temprana, y se mudó a Nueva York después de la secundaria. Asistió y trabajó en un campamento de verano judío ubicado en Webster, Wisconsin, llamado Herzl Camp.

## Carrera
Después de embarcarse en una licenciatura de Bellas Artes en la Universidad de Nueva  York, Greenberg tuvo papeles en compañías de teatro. Fue elegido como Romeo en Romeo y Julieta. En 1997, se le ofreció un papel pequeño en la serie Law & Order. Poco después de su aparición, fue asignado un agente y un año después, hizo su gran debut en A Civil Action, una película protagonizada por John Travolta.
Unos años más tarde, después de tener papeles pequeños en series (Boston Public, Los Sopranos, y Third Watch, entre otros), Greenberg fue elegido como Matty Matthews, un estudiante de secundaria tratando de pasar un examen, en la película The Perfect Score. Mientras todavía aparecía en One Tree Hill, comenzó a grabar un show de televisión para HBO, Unscripted. El primer papel en el cine fue en Prime, un artista joven que se enamora de una de las pacientes de terapia de su madre.
En 2007, Greenberg lanzó su álbum debut, Waiting for Now. Ha hecho giras con Gavin Degraw, Michael Tolcher, Ari Hest y Graham Colton. Greenberg ha hecho canciones que se han colocado en varias de sus películas y televisión, incluyendo One Tree Hill, October Road, Nobel Son, y más. En 2008, apareció en la versión de Will.i.am de "Yes We Can".
En 2009, apareció en la película Guerra de novias con Kate Hudson y Anne Hathaway y protagonizó en la película The Good Guy. 
Participó en una serie estrenada el 14 de febrero de 2010 y llamada How to Make It in America. La segunda temporada fue lanzada el 2 de octubre de 2011. Sin embargo, en diciembre de ese año HBO anunció su cancelación.
Coprotagonizó junto a Laura Prepon la película independiente The Kitchen. Ese mismo año protagonizó The Normals.
En 2013, Greenberg comenzó a grabar la película biográfica de Lance Armstrong junto a Ben Foster. En 2015, Greenberg y su esposa Jamie Chung ccoprotagonizaron el drama romántico Already Tomorrow in Hong Kong.

## Vida personal
Comenzó a salir con la actriz Jamie Chung a principios de 2012. Se comprometieron en diciembre de 2013. Se casaron en octubre de 2015 en el resort El Capitán Canyon en Santa Bárbara, California. La boda tuvo una duración de tres días, coincidiendo con Halloween, día en el que se le pidió a los invitados que llevaran disfraces. En octubre de 2021 hicieron público que habían sido padres de gemelos.

## Filmografía

### Televisión
| Año       | Título                    | Papel           | Notas                                                 |
| --------- | ------------------------- | --------------- | ----------------------------------------------------- |
| 1997      | Law & Order               | Matt Wheeler    | Episodio: "Thrill"                                    |
| 2001      | Los Sopranos              | Peter McClure   | Episodio: "Guy Walks Into a Psychiatrist's Office..." |
| 2001      | Third Watch               | Francis DeSilva | Episodio: "Journey to the Himalayas"                  |
| 2001      | Boston Public             | Mr. Freeman     | Episodio: "Chapter Two", "Chapter Sixty-Seven"        |
| 2001      | Three Sisters             | Roy             | Episodio: "A Date with Destiny"                       |
| 2002      | Strong Medicine           | Kent            | Episodio: "Rape Kit"                                  |
| 2002      | The Chronicle             | Damon Furberg   | Episodio: "The Stepford Cheerleaders"                 |
| 2002      | Providence                | Neal            | Episodio: "Great Expectations"                        |
| 2003–2006 | One Tree Hill             | Jake Jagielski  | 25 Episodios                                          |
| 2004      | Life with Bonnie          | Timmy           | Episodio: "Nip, Tuck and Role"                        |
| 2005–2006 | Unscripted                | Himself         | 10 Episodios                                          |
| 2007–2009 | October Road              | Nick Garret     | 19 Episodios                                          |
| 2010–2011 | How to Make It in America | Ben Epstein     | 16 Episodios                                          |

### Cine
| Año  | Cine                  | Papel                | Notas                                     |
| ---- | --------------------- | -------------------- | ----------------------------------------- |
| 1998 | A Civil Action        |                      |                                           |
| 2004 | The Perfect Score     | Matty Matthews       |                                           |
| 2005 | Prime                 | David Bloomberg      |                                           |
| 2006 | Love & Debate         | Chris                | Originalmente titulada: Thanks to Gravity |
| 2008 | Nobel Son             | Barkley Michaelson   |                                           |
| 2009 | Bride Wars            | Nathan "Nate" Lerner |                                           |
| 2009 | The Good Guy          | Daniel Seaver        |                                           |
| 2011 | Friends with Benefits | Parker               |                                           |
| 2015 | Vice                  | Evan                 |                                           |
| 2024 | Junction              | Michael              | También director, guionista y productor   |

## Discografía

### Álbumes
- Waiting for Now (2007)
- We Don't Have Forever (2011)